# Tracker (file manager)
Tracker è una interfaccia grafica per la gestione dei file del sistema operativo Haiku, paragonabile al Finder in Mac OS X o a Esplora Risorse in ambiente Windows.
Il Tracker di Haiku è basato su OpenTracker, a sua volta è basato sul Tracker presente in BeOS.

## Storia
Il Tracker originale venne creato da Be Inc., come parte di BeOS, ma venne reso open source alla fine del 2000. Il progetto venne gestito da Be fino alla sua chiusura alla fine del 2001, quando venne spostato su SourceForge sotto la guida di Axel Dörfler, il principale contributore estraneo a Be. È sotto la OpenTracker License, che è una licenza BSD modificata che consente l'uso del marchio Be Tracker.

## Deskbar

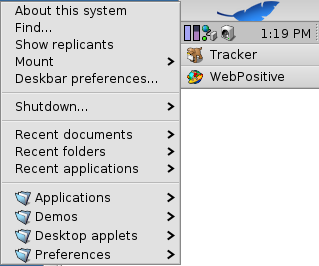
Deskbar del sistema operativo Haiku, con il menù aperto

La Deskbar è la barra delle applicazioni, posizionata per impostazione predefinita nell'angolo in alto a destra dello schermo del sistema operativo. È composto dal menu, dalla tray (pannello informativo dell'orologio) e dall'elenco dei programmi in esecuzione. Il Tracker è sempre visualizzato in cima all'elenco dei programmi in esecuzione.

## Utilizzo del Tracker

### Montare volumi
Per accedere a qualsiasi dispositivo di memoria per la prima volta, l'utente deve montare il volume, ovvero far sapere al sistema che è collegato. Questo viene fatto con un clic destro sul desktop, quindi scegliendo il volume dal sottomenu "Montare", che si trova anche nella Deskbar.

### Tracciamento delle azioni
Il Tracker mostra l'avanzamento della copia, dello spostamento o dell'eliminazione dei file. Consente inoltre all'utente di interrompere o sospendere le transazioni correnti.